# Léfini
Léfini är ett vattendrag i Kongo-Brazzaville, ett biflöde till Kongofloden. Det rinner längs gränsen mellan departementen Plateaux och Pool, i den södra delen av landet, 180 km nordost om huvudstaden Brazzaville. Nära mynningen finns sedan 2011 Imboulou kraftverk.